# Vicariato apostolico di Luang Prabang
Il vicariato apostolico di Luang Prabang (in latino: Vicariatus Apostolicus Luangensis Prabangensis) è una sede della Chiesa cattolica in Laos immediatamente soggetta alla Santa Sede. Nel 2022 contava 2.693 battezzati su 1.784.567 abitanti. La sede è vacante.

## Territorio
Il vicariato apostolico comprende sei province laotiane: Luang Prabang, Xaignabouli, Oudomxai, Phongsali, Louang Namtha e Bokeo.
Sede del vicariato è la città di Luang Prabang.
Il territorio è suddiviso in 23 parrocchie.

## Storia
Il vicariato apostolico di Luang Prabang è stato eretto il 1º marzo 1963 con la bolla Ex quo Christus di papa Giovanni XXIII, ricavandone il territorio dal vicariato apostolico di Vientiane.
Da quando nel 1975 i comunisti presero il potere nel Laos, la Chiesa cattolica nel vicariato di Luang Prabang è stata duramente repressa. Delle tre chiese esistenti a Luang Prabang nel 1975 una è stata distrutta, un'altra trasformata in una stazione di polizia e la terza adibita ad abitazione. La Santa Sede, perciò, non ha più nominato un vicario, ma un amministratore apostolico, al quale, però, il governo permette di viaggiare solo in due delle sei province della circoscrizione (Luang Prabang e Xaignabouli) e che deve risiedere a Vientiane, non essendogli rilasciato il permesso per un soggiorno permanente nel nord. Nei primi anni duemila la situazione appare in miglioramento: nel 2003 è stato consentito alla Chiesa di comprare un terreno per costruire la residenza del vicariato e nel 2005 è stata consacrata a Ban Pong Vang (Xaignabouli) la prima chiesa costruita dal 1975.

## Cronotassi dei vescovi
Si omettono i periodi di sede vacante non superiori ai 2 anni o non storicamente accertati.
- Lionello Berti, O.M.I. † (1º marzo 1963 - 24 febbraio 1968 deceduto)
- Alessandro Staccioli, O.M.I. (26 settembre 1968 - 29 novembre 1975 nominato vescovo ausiliare di Siena)
  - Sede vacante (dal 1975)
  - Thomas Nantha † (29 novembre 1975 - 7 aprile 1984 deceduto) (amministratore apostolico)
  - Jean Khamsé Vithavong, O.M.I. † (7 aprile 1984 - 16 febbraio 1999 cessato) (amministratore apostolico)
  - Tito Banchong Thopanhong † (16 febbraio 1999 - 30 novembre 2019 cessato) (amministratore apostolico)
  - Louis-Marie Ling Mangkhanekhoun, dal 30 novembre 2019 (amministratore apostolico)

## Statistiche
Il vicariato apostolico nel 2022 su una popolazione di 1.784.567 persone contava 2.693 battezzati, corrispondenti allo 0,2% del totale.
| anno | popolazione | popolazione | popolazione | presbiteri | presbiteri | presbiteri | presbiteri                | diaconi | religiosi | religiosi | parrocchie |
| anno | battezzati  | totale      | %           | numero     | secolari   | regolari   | battezzati per presbitero | diaconi | uomini    | donne     | parrocchie |
| ---- | ----------- | ----------- | ----------- | ---------- | ---------- | ---------- | ------------------------- | ------- | --------- | --------- | ---------- |
| 1969 | 1.334       | 508.500     | 0,3         | 21         |            | 21         | 63                        |         | 24        | 7         |            |
| 1974 | 1.750       | 868.000     | 0,2         | 26         | 1          | 25         | 67                        |         | 29        | 11        |            |
| 1994 | 2.500       | 1.112.000   | 0,2         | 2          | 2          |            | 1.250                     | 1       | 1         |           |            |
| 2000 | 2.500       | 1.248.690   | 0,2         | 1          | 1          |            | 2.500                     |         |           |           | 6          |
| 2001 | 2.560       | 1.281.000   | 0,2         | 1          | 1          |            | 2.560                     |         |           |           | 6          |
| 2002 | 2.560       | 1.248.690   | 0,2         | 1          | 1          |            | 2.560                     |         |           |           | 6          |
| 2003 | 2.560       | 1.248.690   | 0,2         |            |            |            |                           |         |           |           | 6          |
| 2004 | 2.560       | 1.248.690   | 0,2         |            |            |            |                           |         |           |           | 6          |
| 2005 | 2.560       | 1.248.690   | 0,2         |            |            |            |                           |         |           |           | 6          |
| 2010 | 2.410       | 1.467.154   | 0,2         |            |            |            |                           |         |           |           | 6          |
| 2014 | 2.693       | 1.692.000   | 0,2         | 1          | 1          |            | 2.693                     |         |           |           | 8          |
| 2017 | 2.800       | 1.661.500   | 0,2         | 4          | 4          |            | 700                       |         |           | 3         | 10         |
| 2020 | 2.850       | 1.715.960   | 0,2         | 5          | 5          |            | 570                       |         |           | 2         | 20         |
| 2022 | 2.693       | 1.784.567   | 0,2         | 3          | 3          |            | 897                       |         |           | 3         | 23         |